# Friedrich Kalkbrenner
Friedrich Wilhelm Kalkbrenner (ur. 7 listopada 1785, zm. 10 czerwca 1849) – niemiecki pianista, kompozytor i pedagog. Początkowo uczył się muzyki u ojca w 1799-1801 studiował w konserwatorium w Paryżu m.in. u L. Adama (fortepian) oraz u Ch.-S. Catela (kompozycja).
W latach 1803–1804 przebywał w Wiedniu pod opieką Josepha Haydna, poznał tam Muzio Clementiego.
Koncertował m.in. w Monachium, Stuttgarcie i Frankfurcie nad Menem. Dopiero występując w Anglii (1814-1823), zyskał rozgłos jako znakomity pianista, nauczyciel i kompozytor. Wykonanie I Koncertu fortepianowego (1823) przyniosło mu sławę i otworzyło drogę do międzynarodowej kariery.
Koncertował w Niemczech, Austrii, Irlandii, Szkocji, w latach 1824-1835 osiągnął szczyt sławy pianistycznej i pedagogicznej. Autor 24 Preludiów we wszystkich tonacjach (1827).
Kalkbrenner zmarł 1849 roku we francuskim mieście Enghien-les-Bains w wyniku panującej epidemii cholery.

## Odznaczenia
- Oficer Orderu Legii Honorowej (Francja)[1][2]
- Order Orła Czerwonego (Prusy)[2]
- Order Leopolda (Belgia)[2]